# Hot Curves
Hot Curves is een Amerikaanse filmkomedie uit 1930 onder regie van Norman Taurog.

## Verhaal
De atleet Jim Dolan maakt deel uit van de honkbalploeg van Pittsburgh. Hij wordt er verliefd op Elaine, de dochter van de clubeigenaar. Haar rivale Maizie bedenkt intussen een plan om hen uit elkaar te halen. Jim wordt arrogant en gaat naast zijn schoenen lopen. Hij komt juist op tijd bij zinnen om de finale van het honkbaltoernooi te winnen.

## Rolverdeling
| Acteur            | Personage       |
| ----------------- | --------------- |
| Benny Rubin       | Benny Goldberg  |
| Pert Kelton       | Cookie          |
| Rex Lease         | Jim Dolan       |
| Alice Day         | Elaine McGrew   |
| Paul Hurst        | Slug            |
| Natalie Moorhead  | Maizie          |
| Mary Carr         | Oma Dolan       |
| John Ince         | Mijnheer McGrew |
| Mike Donlin       | Talentenjager   |
| Roy D'Arcy        | Kelsey          |
| Henry Hall        | Clubeigenaar    |
| Marceline Day     | Meisje          |
| Robert Levingston | Honkbalspeler   |
| Greta Granstedt   | Vriendin        |
| James Wilcox      | Honkbalspeler   |
| Marjorie Kane     | Variétéactrice  |
| Wesley Barry      | Honkbalspeler   |